# Krupskie (Królewszczyzna)
Krupskie – obecnie część agromiasteczka Królewszczyzna na Białorusi, w obwodzie witebskim, w rejonie dokszyckim, w sielsowiecie Królewszczyzna.
Dawniej samodzielna miejscowość.

## Historia
W czasach zaborów ówczesny zaścianek w granicach Imperium Rosyjskiego.
W dwudziestoleciu międzywojennym zaścianek leżał w Polsce, w województwie wileńskim, w powiecie dziśnieńskim, w gminie Dokszyce, następnie w gminie Porpliszcze.
Według Powszechnego Spisu Ludności z 1921 roku zamieszkiwało tu 31 osób, 27 było wyznania rzymskokatolickiego, a 4 prawosławnego. Jednocześnie 24 mieszkańców zadeklarowało polską przynależność narodową, 7 białoruską. Było tu 3 budynki mieszkalne. W 1931 w 4 domach zamieszkiwały 24 osoby.
Miejscowość należała do parafii rzymskokatolickiej w Dokszycach i prawosławnej w Porpliszczach. Podlegała pod Sąd Grodzki w Dokszycach i Okręgowy w Wilnie; właściwy urząd pocztowy mieścił się w Królewszczyźnie.